# Здание бывшего городского мещанского училища (Москва)
Здание бывшего городского мещанского училища — здание, расположенное в Москве по адресу Ленинский проспект, 6. Возведённое в начале XIX века архитектором А. Н. Бакаревым для Д. Н. Лопухина, впоследствии неоднократно меняло владельцев и перестраивалось. С 1835 по 1918 год в нём располагалось городское мещанское училище, затем — Горная академия. В настоящее время здание занимает Горный институт в составе МИСиС.

## История

### Дом Д. Н. Лопухина
В XVIII веке на месте, где впоследствии было возведено здание, находилось татарское кладбище. В 1771 году оно было закрыто и перенесено в другое место, а территорию кладбища и соседнее с ним имение Волынских выкупил граф А. Г. Орлов-Чесменский. Не возведя на этой земле никаких построек, в 1799 году он продал её своему шурину Д. Н. Лопухину.
Тогда же, в 1799 году, началось строительство усадебного комплекса для Д. Н. Лопухина. Архитектором стал А. Н. Бакарев, выстроивший главный господский дом в манере своего учителя — М. Ф. Казакова. Дом, расположенный фасадом к Калужской улице, был двухэтажный, соединённый одноэтажными переходами с двумя флигелями. К 1803 году строительные работы завершились.
В 1809 году Лопухин скончался, и дом перешёл к его племяннице, графине А. А. Орловой-Чесменской, которая, в свою очередь, продала его семейству Полторацких. Новые владельцы взялись перестраивать его по проекту В. П. Стасова. Во время московского пожара 1812 года здание не пострадало, однако позднее, в 1815 году, деревянный верхний этаж всё же сгорел. Тем не менее после изгнания французов из Москвы именно в этом доме состоялся первый городской бал, а в 1814 году — торжественный вечер в честь взятия Парижа.

### Здание городского мещанского училища
В 1832 году обширное владение Полторацких со всеми строениями приобрело Московское купеческое общество. Некоторое время в доме располагалось отделение Андреевской купеческой богадельни. В 1835 году усадьба перешла к Московскому мещанскому обществу, разместившему в главном здании мужское мещанское училище, для чего в очередной раз понадобилось перестроить его и расширить. Работы велись с 1836 по 1839 год под руководством М. Д. Быковского; новые пристройки совершенно изменили общий облик дома. Кроме того, при перестройке в нём была устроена домовая церковь с куполом над крышей, а ещё один храм находился во дворе.
В 1843 году в здании начало функционировать также и женское мещанское училище. Число учащихся постоянно росло, поэтому во второй половине XIX века здание продолжало расширяться и реконструироваться, в том числе под руководством архитекторов П. С. Кампиони и А. С. Каминского. К 1867 году территория училища со стороны Большой Калужской улицы была обнесена чугунной оградой.

### Корпус Горного института

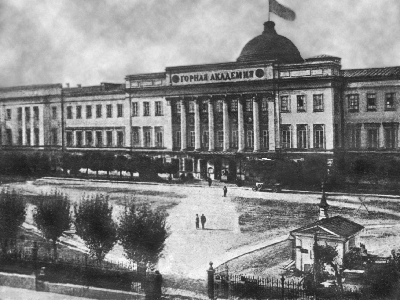
Горная академия. 1920-е годы

После Октябрьской революции, в 1918 году корпуса мещанских училищ были переданы вновь учреждённой Горной академии, позднее, в 1930 году, разделившейся на несколько самостоятельных вузов. В здании бывшего мещанского училища разместился Горный институт. Если до 1932 года в здании было три этажа, то с этого времени оно стало пятиэтажным, а ещё спустя два года была осуществлена реконструкция главного фасада. Ею руководили В. Ф. Кринский и А. М. Рухлядев, а портал главного входа, украшенный восемью статуями горняков, был создан под влиянием Б. М. Иофана. Флигели бывшего усадебного владения также заняли вузы: левый — Институт нефти, правый — Институт стали.
В настоящее время в здании находится Московский государственный горный университет, с 2014 года включённый в структуру Национального исследовательского технологического университета МИСиС в качестве Горного института. Здание является объектом культурного наследия регионального значения.